# El bufón Calabacillas
El bufón "Calabacillas", llamado erróneamente "Bobo de Coria" es un retrato pintado por Velázquez de un bufón, «hombre de placer» o truhan de la corte de Felipe IV, conservado en el Museo del Prado desde su creación en 1819.

## Historia
Podría tratarse de uno de los «Quattro rettrattos de diferentes Sujettos y enanos Originales de Uelazquez» que se mencionan en la primera pieza de la Torre de la Parada en el inventario de 1701 y, a juicio de López-Rey, el citado en la Torre en 1747, sin nombre de pintor, como «un quadro de un Enano riyendo» y con unas medidas algo mayores que las actuales. Indicándose su procedencia de la Torre de la Parada en 1772 fue inventariado en el Palacio Nuevo con el número 1012, en compañía de otros tres enanos de Velázquez —Francisco Lezcano, Diego de Acedo y Sebastián de Morra—  descrito allí como retrato de «un bufón con un cuellecito a la flamenca» y las dimensiones actuales. En el inventario de 1789 del mismo palacio, localizándose ahora en la «pieza de comer» junto con el Sebastián de Morra, se le dio por primera vez el nombre de Bobo de Coria, expresión que, aun careciendo de fundamento, hizo fortuna y mantuvo en los siguientes inventarios. En 1819 ingresó en el Museo del Prado todavía con ese nombre. 
Su identificación con el bufón llamado Calabacillas, propuesta por Cruzada Villaamil en 1885, se debe a la calabaza que tiene a su izquierda, y fue admitida ya en el catálogo del Prado en 1910, donde se decía acompañado con una calabaza a cada lado. Juan Calabazas, llamado también Calabacillas y El Bizco, documentado en 1630 al servicio del cardenal-infante Fernando de Austria y desde 1632 en la corte de Felipe IV, debió de ser bufón de excelente reputación a juzgar por el elevado sueldo que percibía además de disfrutar de carruaje, mula y acémila. Según la documentación conservada Velázquez lo retrató en dos ocasiones; una de ellas podría ser el retrato conservado en el Museo de Arte de Cleveland, aunque discutido por la crítica, de aspecto notablemente más juvenil que en el retrato del Prado.
Su muerte en 1639 fijaría una fecha límite para la pintura de este retrato, aunque en el pasado la crítica le asignaba fechas más avanzadas dada la técnica sumamente libre de los encajes en cuello y puños, el esquematismo de las manos y el desenfoque del rostro, con las que se acentúa la inquietante visión del desgraciado. Una fecha poco anterior a 1639 sería sin embargo admisible por su proximidad con los otros bufones pintados para la Torre de la Parada, aunque aquellos son retratos a cielo abierto, situados ante un paisaje, y este se encuentra encerrado en una pequeña habitación desnuda y de imposible perspectiva al deshacerse progresivamente el espacio a su derecha en una mancha marrón sin forma.

## Descripción y características técnicas
El bufón, de mirada bizca, aparece sentado en difícil postura sobre unas piedras de poca altura, con las piernas recogidas y cruzadas y frotándose las manos. Viste traje de paño verde con mangas bobas. Delante tiene un vaso o pequeño barril de vino y a los lados una calabaza, pintada sobre una jarra anterior con su asa, y una cantimplora dorada que con frecuencia se ha interpretada como una segunda calabaza para forzar la identificación del personaje anónimo de los antiguos inventarios con el bufón llamado Juan Calabazas. Diego Angulo Íñiguez señaló que Velázquez, en su composición, pudo servirse de un grabado de Alberto Durero llamado El desesperado, lo que en opinión de Alfonso E. Pérez Sánchez excluye el carácter de retrato "sorprendido", insistiendo al contrario en lo elaborado de su concepción, que podría ocultar intenciones alegóricas desconocidas. El carácter fuertemente realista del gesto, sin embargo, afirma su carácter de verdadero retrato, sea quien sea el personaje retratado, pero sin duda alguien con claros síntomas de retraso mental atentamente analizados por el pintor, que contrasta el gesto desenfadado de la pose y la sonrisa huera con el aislamiento en que se encuentra, reforzado por el gesto casi autista de las manos, como ha escrito Fernando Marías, y su refugio en una esquina de la sala vacía.
El retrato fue pintado de forma rápida, con capas de color casi transparentes por el empleo de aglutinante en grandes cantidades. Las rectificaciones, muy visibles en la cabeza y en la calabaza situada a su izquierda, se hicieron a la vez que se pintaba y con los mismos pigmentos. La pincelada es muy ligera y con poca pasta en toda la superficie del lienzo, logrando el aspecto borroso del rostro por la frotación del pincel con muy poca materia sobre el modelado previo, oscureciendo o aclarando algunas zonas. Los encajes de cuello y puños también fueron pintados con pinceladas finas y de apariencia deshilachada sobre el traje ya acabado. Por su evolucionada técnica, Calabacillas sería el último de los bufones de la Torre de la Parada en ser pintado, con similar técnica pero más abreviada y deshecha, como pondría de manifiesto la base parda oscura de la preparación, integrada en algunas zonas como parte del fondo. Esa base es la misma empleada en el retrato del Bufón don Diego de Acedo pero sin la imprimación rosa carnación añadida en este y en los restantes lienzos de la Torre de la Parada. Ello daría una década, la de 1630, especialmente fecunda en la producción de Velázquez que en adelante, entregado a sus funciones cortesanas, reduciría sensiblemente su producción.